# 安騎東野
安騎 東野（あき とうや、1896年12月2日 - 1973年7月20日）は、医学者、随筆家。

## 経歴
本名・宮本璋（しょう）。東京神田に小児科医の子として生まれる。第二高等学校、1922年東京帝国大学医学部卒。1927年東京帝国大学助教授。1936-1938年ドイツのカイザー・ヴィルヘルム研究所に学ぶ。戦時中はジャワに派遣。1947年東京医学歯学専門学校教授、1949年東京医科歯科大学教授、1956-1959年医学部長。1962年定年退官、名誉教授。1971年正四位勲三等旭日中綬章受勲。安騎東野の筆名で随筆を書いた。

## 著書
- 『欧洲の雀』人文書院 1940
- 『向日葵』甲鳥書林 1941
- 『歩行者』甲鳥書林 1943
- 『農村復興』甲鳥書林 1944
- 『欧洲の雀 その他』養徳社 養徳叢書 1948
- 『科学随筆全集 第9 医学者の手帳』学生社 1961
- 『医学への道』木下杢太郎、宮木高明共著 学生社　科学随筆文庫 1978

## 参考
- 『医学への道』附載の略歴